# Ed Woodward
Edward Gareth "Ed" Woodward (Sinh ngày 9 tháng 11 năm 1971) là một kế toán viên người Anh và hiện tại làm Phó chủ tịch cho Manchester United. Trong vai trò hiện tại của mình, Woodward có trách nhiệm chung về các hoạt động của câu lạc bộ.

## Sự nghiệp giáo dục
Woodward học tại trường Brentwood ở Brentwood, Essex từ năm 1983 đến năm 1989. Ông tốt nghiệp khoa Vật lý học của trường Đại học Bristol năm 1993. Sau đó ông có thêm bằng Kế toán vào năm 1996.

## Sự nghiệp
Năm 1993, Woodward khởi nghiệp với vai trò nhân viên tư vấn thuế và kiểm toán tại công ty PricewaterhouseCoopers. Vừa làm vừa học, 3 năm sau, Woodward đã lấy được chứng chỉ đặc biệt dành cho kiểm toán viên. Gắn bó với công ty cũ tới năm 1999, Woodward nhận lời mời sang làm việc tại JP Morgan  - một trong những hãng dịch vụ tài chính lâu đời nhất trên thế giới có trụ sở tại New York, với vị trí nhân viên cao cấp trong đội ngũ chuyên về các thương vụ sáp nhập và mua lại tầm quốc tế. Cũng chính tại đây, mối lương duyên của Woodward và nhà Glazer được nhen nhóm.
Chính Woodward là người đã khuyên gia đình Glazer mua lại quyền sở hữu Manchester United và năm 2005, khi việc tiếp quản xong xuôi, gia đình tỷ phú người Mỹ mời ông sang Anh làm việc. Năm đầu tiên ở Old Trafford, Woodward được giao vai trò quản lý cấu trúc vốn và cố vấn cho kế hoạch kinh doanh tổng thể. Hai năm sau, ông được giao đảm trách vấn đề thương mại cũng như truyền thông của Câu lạc bộ và đến năm 2012, Woodward đã có chân trong Ban giám đốc của Manchester United.
Người Mỹ luôn thực tế và thực dụng nên sự thăng tiến của Woodward không nhờ đâu ngoài tài năng được hiện hình hóa bằng hiệu quả công việc mà ông mang lại. Trong 8 năm ở Old Trafford, ông đã xây dựng được tiếng tăm, ảnh hưởng của mình.
Năm 2005, tổng doanh thu thương mại của Manchester United là 48,7 triệu bảng, cho tới năm ngoái, con số đó đã là 117,6 triệu bảng. Tài năng của Woodward đã giúp cho nhà Glazer dần trả được món nợ họ vay để giành quyền tiếp quản Manchester United. Woodward đã được bổ nhiệm vào ban giám đốc với chức vụ phó chủ tịch của Manchester United vào năm 2012, và thay thế cho Giám đốc điều hành David Gill một năm sau đó.

## Sự chỉ trích
Woodward đã bị cáo buộc bởi nhiều người hâm mộ của Manchester United như là một con át chủ bài cho gia đình của Glazer và ưu tiên tài chính của câu lạc bộ không nhằm phát triển hoạt động của câu lạc bộ. Chính sách chuyển nhượng đầu tiên của Woodward là thương vụ mua bán hoàn tất tiền vệ người Bỉ Marouane Fellaini từ Everton, nhưng thất bại trong các thương vụ khác. Sau khi thị trường chuyển nhượng mùa hè tồi tệ đóng lại trong năm 2013, người hâm mộ đã yêu cầu sa thải Woodward.
Vào tháng 7 năm 2014, Huấn luyện viên mới của Manchester United, Louis van Gaal đã phàn nàn rằng chính hoạt động thương mại quá mức của Manchester United có thể cản trở sự thành công của đội bóng và hy vọng sẽ được cung cấp một nguồn lực tài chính dồi dào để tái thiết lại đội bóng.

## Cuộc sống cá nhân
Woodward không biết gì về bóng đá ngay cả đội bóng bán chuyên nghiệp Chelmsford City tại nơi ông lớn lên. Cha của ông là một người hâm mộ Derby County và Manchester United. Ông cho biết đã từng tham dự trận chung kết European Cup 1968 của Manchester United trên Sân vận động Wembley cũ.